# Hatosfogat
A Hatosfogat (eredeti cím: Stagecoach) egy 1939-es amerikai western John Ford rendezésében. A produkciót hét kategóriában jelölték Oscar-díjra, melyből kettőt sikerült megnyernie.
Habár Ford a némafilm érában sok westernt forgatott, a Hatosfogat volt az első hangos westernfilmje. További az első produkciója, amit az Arizona és Utah határában lévő Monument Valleyben forgatott.
A film története egy postakocsin utazó emberek útját követi nyomon, akik a veszélyes apacs területen haladnak keresztül.

## Történet
|  | Alább a cselekmény részletei következnek! |

1880-ban egy vegyes társaság utazik postakocsin az arizonai Tontoból az új-mexikói Lordsburgba. Köztük van Dallas (Claire Trevor), a prostituált, akit kitiltottak a városból, egy alkoholista orvos Doc Boone (Thomas Mitchell), a terhes Lucy Mallory (Louise Platt), aki a lovaskatonatiszt férjét készül meglátogatni és egy whiskey kereskedő Samuel Peacock (Donald Meek).
Amikor a fogathajtó Buck (Andy Devine) a szokásos fegyveres kísérőjéről érdeklődik, Curly Wilcox marsall (George Bancroft) azt mondja neki, hogy a szökevény Ringo Kidet (John Wayne) üldözi. Buck elmondja a marsallnak, hogy Luke Plummer (Tom Tyler) a városban van. Köztudott, hogy Ringo megfogadta, hogy megbosszulja amiért Plummer megölte az apját és a testvérét, ezért a marsal is velük tart.
Később Blanchard lovashadnagy (Tim Holt) figyelmezteti az utasokat, hogy Geronimo és apacsai harcba szálltak. Blanchard kis lovascsapatával biztosítja a postakocsi haladását Dry Forkig. Később egy szerencsejátékos és déli úriember Hatfield (John Carradine) csatlakozik hozzájuk, hogy védelmet nyújtson Mrs. Mallorynak. Egy kisváros szélén még felveszik a nagyképű bankár Henry Gatewoodot (Berton Churchill), aki 50 ezer dollár sikkasztott pénzt akar kicsempészni a városból.
Az útjuk során találkoznak Ringo Kiddel, akinek lesántult a lova. Annak ellenére, hogy barátok, Curly őrizetbe veszi Ringot, aki erős benyomást gyakorol Dallasra.
Amikor elérik Dry Forkot, a lovas kíséretük Apache Wellsbe megy tovább. Buck vissza akar fordulni, de Curly követeli hogy szavazzanak erről. Csak Buck és Peacock tiltakozik, ezért Apache Wellsbe mennek. Ott Mrs. Mallory elájul, amikor meghallja, hogy férje megsebesült egy csatában. Megindul nála a szülés, ahol Doc Boone segédkezik. Dallas emeli fel elsőnek az egészséges babát. Később Ringo megkéri a lányt, hogy menjen hozzá. Dallas nem ad azonnali választ, fél hogy kiderülhet szennyes múltja. Viszont a következő reggel igent mond, azzal a feltétellel, ha Ringo lemond arról a tervéről, hogy leszámol Plummerékkel. Ringo gondolkodási időt kér, majd felfedezi az indiánok nyomait.
Amikor elérik a Lee révet, látják hogy az átkelőhely leégett, az emberek meghaltak vagy elmenekültek. Két hatalmas farönköt rögzítenek a postakocsi oldalára, és azok segítségével haladnak a folyón keresztül. Amikor már azt hiszik, hogy biztonságban vannak, üldözőbe veszik őket az apacsok. Curly leveszi Ringóról a bilincset, hogy segíteni tudjon rajtuk. Amikor a hosszú üldözés már teljesen reménytelennek látszik, Hatfield kész arra, hogy utolsó golyójával Mrs. Malloryval végezzen, hogy a nő nehogy élve a "vadak" kezébe kerüljön, akik kegyetlenül elbánnának vele. Végül a 6. Lovasezred siet segítségükre és menti meg őket az indiánoktól.
Végül az utasok megérkeznek Lordsburgba. A korrupt Gatewoodot letartóztatja a helyi seriff. Mrs. Mallory megtudja, hogy a férje sérülése nem túl súlyos. Dallas könyörög Ringónak, hogy ne menjen egyedül Plummerék ellen, de a férfi elszánt a bosszúra, és Curly is elengedi a fegyverével együtt. A tűzpárbajban végez Luke Plummerrel és két testvérével. Utána visszatér a marsallhoz készen állva a börtönbüntetésre. Megkéri a törvény egyik emberét, hogy Dallast vigye a farmjára. Végül Curly megengedi, hogy Ringo és Dallas lóháton elhagyják a várost.

## Szereposztás
| Színész          | Karakter            | Magyar hang               |
| ---------------- | ------------------- | ------------------------- |
| John Wayne       | Ringo Kid           | Fülöp Zsigmond            |
| Claire Trevor    | Dallas              | Andai Györgyi             |
| Thomas Mitchell  | Doc Boone           | Horkai János              |
| John Carradine   | Hatfield            | Bárány Frigyes            |
| Andy Devine      | Buck                | Benkóczy Zoltán           |
| Tim Holt         | Blanchard hadnagy   | Székhelyi József          |
| Tom Tyler        | Luke Plummer        | Varga T. József           |
| George Bancroft  | Curly Wilcox marsal | Szabó Ottó                |
| Louise Platt     | Lucy Mallory        | Velez Olívia              |
| Donald Meek      | Samuel Peacock      | Gyenge Árpád              |
| Berton Churchill | Henry Gatewood      | Képessy József            |
| –                | mellékszereplő      | Bodor Tibor Horváth Gyula |

## Előzmények
Habár Ford és Wayne jó barátok voltak, a '30-as években a rendező egészen a Hatosfogatig nem szerepeltette Waynet a filmjeiben, meg akarta várni, míg Wayne-ből kiforrott színész válik. 1938-ban Ford odaadta Nichols írását Wayne-nek, kérve tőle, hogy ajánljon valakit Ringo Kid szerepére. Wayne Lloyd Nolant javasolta, de Fordnak nem tetszett az ötlet. A következő napon Ford bejelentette Wayne-nek, hogy őt akarja a szerepre. Az ajánlat úgy érte a fiatal színészt, mint akit „baseballütővel gyomronvágtak”, és félt is, hogy később Ford meggondolhatja magát és lecseréli Nolanre.
A forgatás előtt Ford a hollywoodi stúdiókat járta a film érdekében, de a legtöbb visszautasította hivatkozván arra, hogy a nagy költségvetésű westernek kimentek a divatból, és az sem tetszett nekik, hogy Ford mindenáron ragaszkodott John Wayne-hez az egyik kulcsszerepben. A független producer David O. Selznick támogatni akarta a filmet, de Fordot zavarta, hogy Selznick túl határozatlan a forgatás elkezdését illetően. Selznicknek is kételyei voltak a szereplőválogatás kapcsán, ezért szerződést bontottak. Végül a szintén független producer Walter Wanger került be a projektbe. Wangernek ugyanazon fenntartásai voltak a produkcióval kapcsolatban. Ford a némafilmes korszaka óta nem rendezett westernt, a leghíresebb munkája A tűzparipa volt. Wanger azt mondta, hogy nem tenné kockára a pénzét, hacsak Ford nem cseréli le Waynet Gary Cooperre, és hozza be a filmbe Marlene Dietrichet Dallas szerepére.
Ford azt mondta: vagy Wayne, vagy senki. Végül sikerült megegyezni, és Wanger adott 250 ezer dollárt az induláshoz, egy kicsivel többet, mint a felét annak, amit Ford kért. Így Ford a legmagasabb fizetést Claire Trevornak adta, aki 1939-ben sokkal ismertebb névnek számított, mint John Wayne.

## Fogadtatás
A Hatosfogat minden idők egyik legnagyobb hatással bíró filmje lett. Orson Welles szerint remek útmutató filmkészítéshez, és ő is több, mint negyvenszer nézte meg, mialatt az Aranypolgáron dolgozott.

## Oscar-díj
- Oscar-díj (1940)
  - díj: legjobb férfi mellékszereplő – Thomas Mitchell
  - díj: legjobb betétdal – Richard Hageman, W. Franke Harling, John Leipold, Leo Shuken
  - jelölés: legjobb film – Walter Wanger
  - jelölés: legjobb rendező – John Ford
  - jelölés: legjobb operatőr fekete-fehérben – Bert Glennon
  - jelölés: legjobb vágó – Otho Lovering, Dorothy Spencer
  - jelölés: legjobb díszlettervező – Alexander Toluboff

## Fordítás
- Ez a szócikk részben vagy egészben  a   Stagecoach (1939 film) című angol Wikipédia-szócikk fordításán alapul.  Az eredeti cikk szerkesztőit annak laptörténete sorolja fel. Ez a jelzés csupán a megfogalmazás eredetét és a szerzői jogokat jelzi, nem szolgál a cikkben szereplő információk forrásmegjelöléseként.